# Cyprinus
A Cyprinus  a csontos halak (Osteichthyes) főosztályának sugarasúszójú halak (Actinopterygii)  osztályába, a pontyalakúak (Cypriniformes) rendjébe, a pontyfélék (Cyprinidae) családjába, és az Cyprininae alcsaládjába tartozó nem. 22 faj tartozik a nemhez.

## Rendszerezés
- Ponty Cyprinus carpio (Linnaeus, 1758)
- † Cyprinus yilongensis (Yang et al., 1977) [IUCN - extinct 1996]
- Cyprinus rubrofuscus (Lacepede, 1803)
- Cyprinus micristius (Regan, 1906)
- Cyprinus intha (Annandale, 1918)
- Cyprinus cocsa (Hamilton, 1922)
- Cyprinus pellegrini (Tchang, 1933)
- Cyprinus yunnanensis (Tchang, 1933)
- Cyprinus multitaeniata (Pellegrin & Chevey, 1936)
- Cyprinus megalophthalmus (Wu et al., 1963)
- Cyprinus chilia (Wu, Yang & Huang, 1963)
- Cyprinus dai (Nguyen & Doan, 1969)
- Cyprinus barbatus (Chen & Huang, 1977)
- Cyprinus daliensis (Chen & Huang, 1977)
- Cyprinus fuxianensis (Yang et al., 1977)
- Cyprinus longipectoralis (Chen & Huang, 1977)
- Cyprinus longzhouensis (Yang & Hwang, Chen & Huang, 1977)
- Cyprinus ilishaestomus (Chen & Huang, 1977)
- Cyprinus exophthalmus (Mai, 1978)
- Cyprinus acutidorsalis (Wang, 1979)
- Cyprinus qionghaiensis (Liu, 1981)
- Cyprinus mahuensis (Liu & Ding, 1982)
- Cyprinus hyperdorsalis (Nguyen, 1991)
- Cyprinus centralus (Nguyen & Mai, 1994)